# Société du chemin de fer de la Gaspésie
La Société de chemin de fer de la Gaspésie (SCFG) est un transporteur ferroviaire régional public québécois responsable de l'entretien et de l'opération du Chemin de fer de la Gaspésie, propriété de Transports Québec, entre Matapédia et Gaspé,.

## Galerie

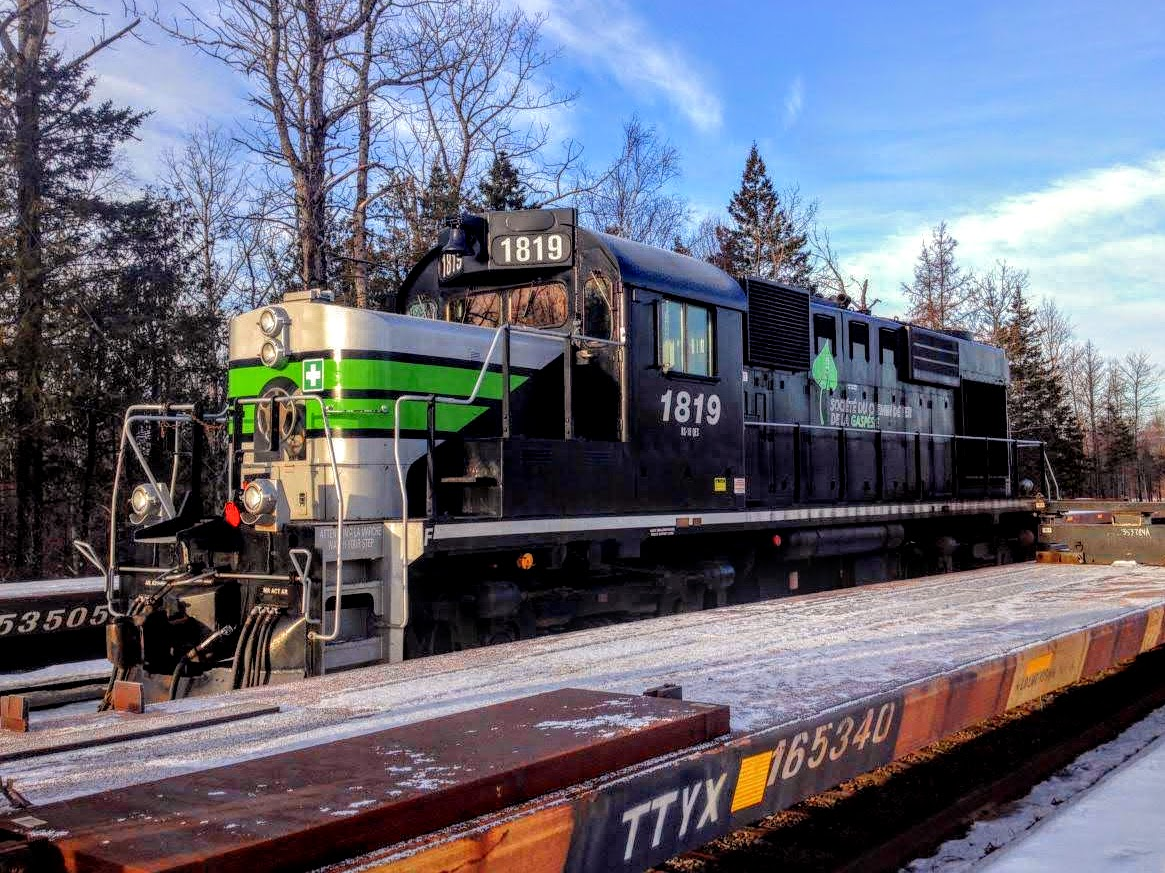
Une locomotive aux couleurs de la société à New Richmond.
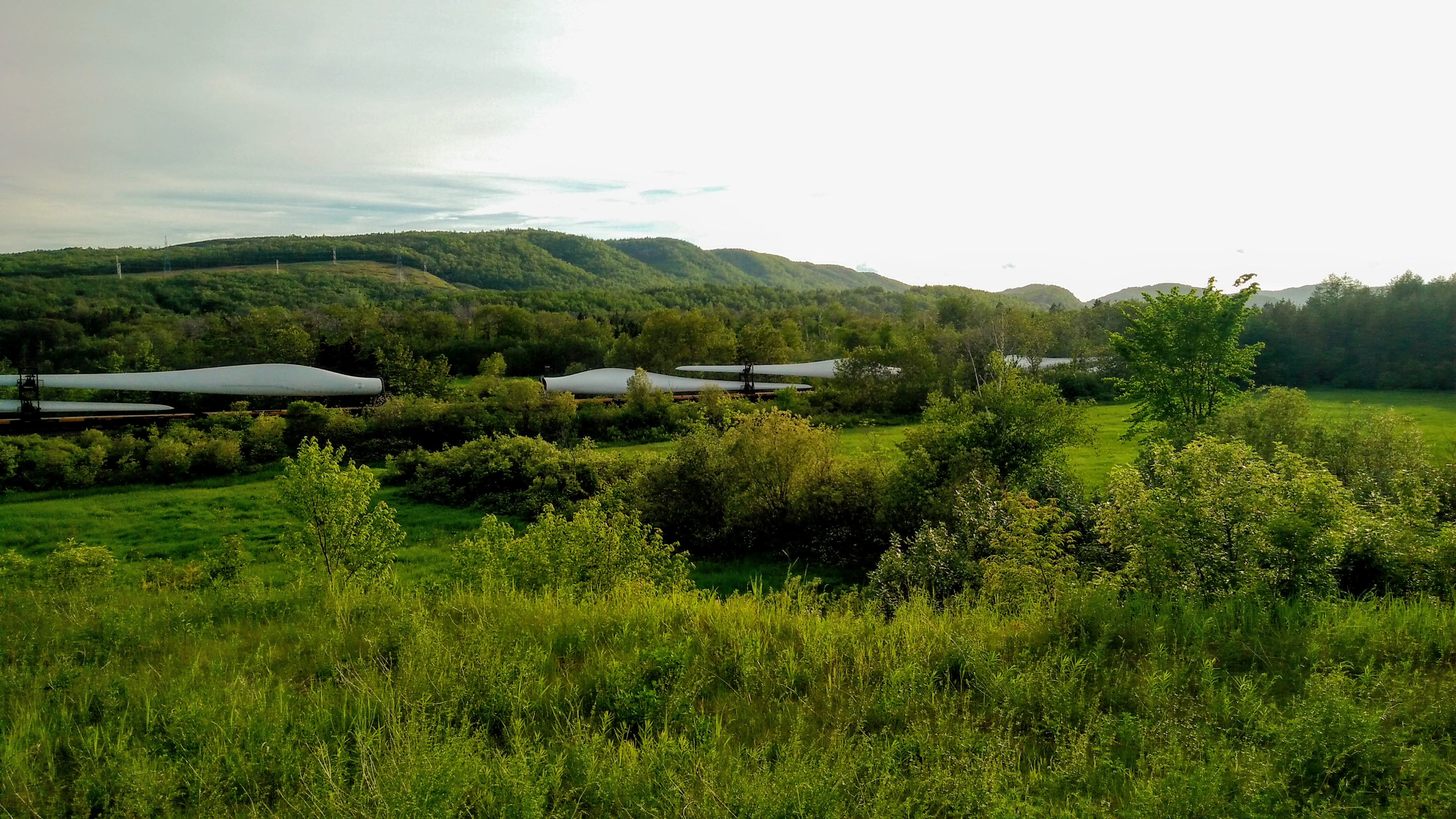
Un convoi de pales d'éoliennes à Nouvelle.